# Xevious
Xevious (ゼビウス Zebiusu?)

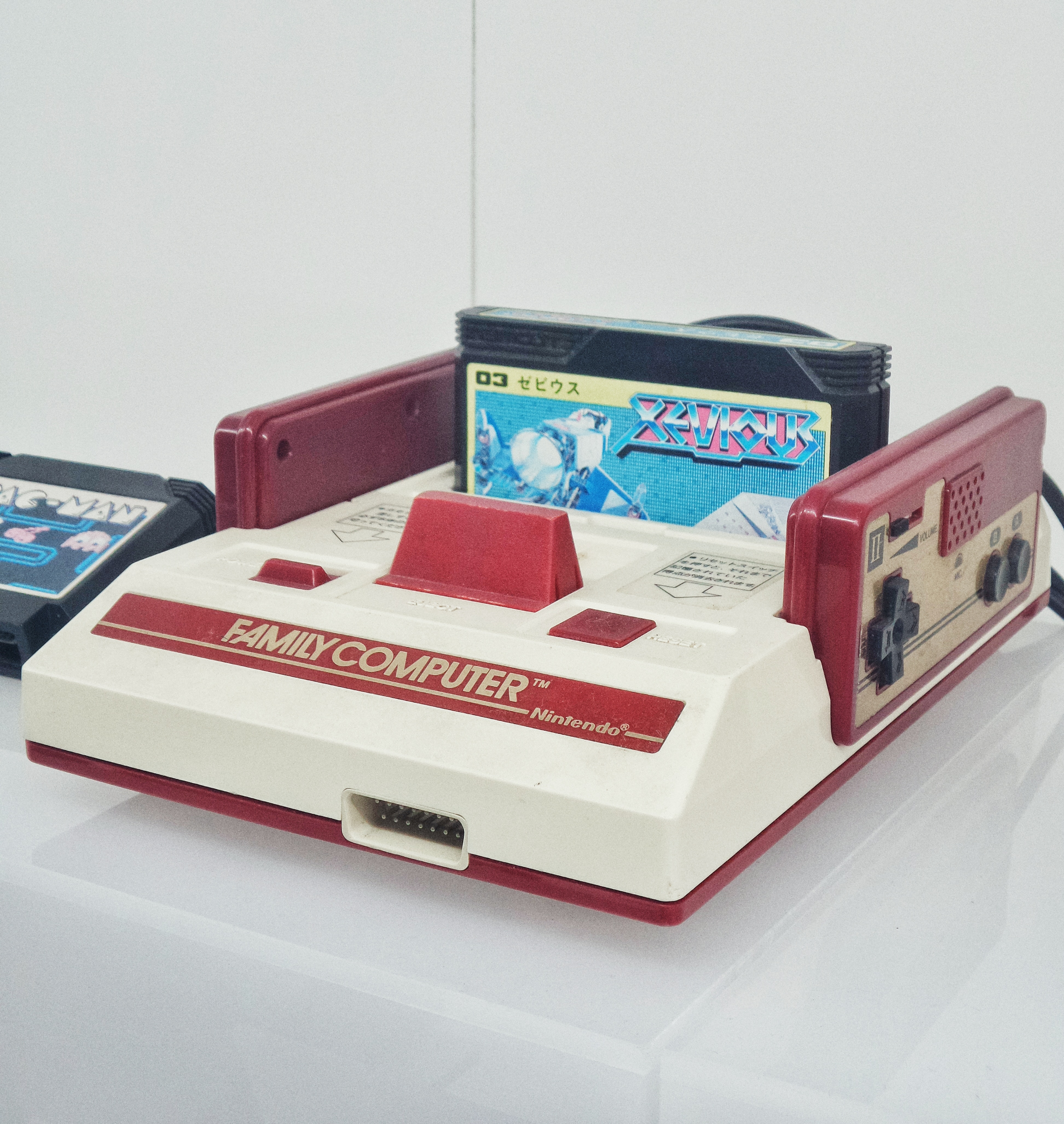
Cartucho del videojuego Xevious en una consola Family Game.

es un videojuego de arcade del género matamarcianos de desplazamiento vertical de 1982 desarrollado y publicado por Namco. En América del Norte, fue publicado por Atari, Inc. Controlando la nave estelar de Solvalou, el jugador tiene la tarea de eliminar a las fuerzas Xevious antes de que destruyan a toda la humanidad. El Solvalou tiene dos armas a su disposición: un zapper aéreo para destruir a los enemigos voladores, y una bomba bláster para destruir a los enemigos terrestres. Funcionó en el sistema arcade Namco Galaga.
El videojuego fue diseñado por Masanobu Endō y un pequeño equipo. Creado para rivalizar con el éxito de Scramble, originalmente tuvo como tema la guerra de Vietnam y se tituló Cheyenne en las primeras versiones. Endō quería que el juego tuviera una historia detallada e integral y un mundo comprensivo, y que fuera acogedor para los nuevos jugadores. Varios enemigos y personajes fueron hechos para rendir homenaje a otras obras populares de ciencia ficción, como Star Wars, UFO, Alien y Battlestar Galactica. Originalmente se llamaba Zevious, y se agregó la "X" para que pareciera exótico y misterioso.
Xevious fue aclamado por la crítica, siendo elogiado por sus gráficos detallados, su naturaleza adictiva, su desafío y su originalidad. Se convirtió en un éxito sin precedentes para Namco en Japón, vendiendo tantas unidades arcade como Space Invaders en sus primeras semanas de lanzamiento. En comparación, fue un fracaso comercial en América del Norte, ya que vendió 5.295 unidades arcade a fines de 1983. Ha sido retrospectivamente incluido entre los mejores videojuegos de todos los tiempos y uno de los juegos más influyentes en el género Matamarcianos, que sirve como inspiración para juegos como TwinBee y RayForce. Se encontró con varias secuelas y spin-offs, junto con varios puertos de consola doméstica. Xevious también se incluye en muchas compilaciones de Namco.

## Jugabilidad
Xevious es un videojuego de disparos de desplazamiento vertical. El jugador controla una nave estelar conocida como Solvalou para destruir las fuerzas Xevious, que planean apoderarse de la Tierra. El Solvalou tiene dos armas para combatir enemigos: un "zapper aéreo" que dispara proyectiles a los enemigos voladores, y una "bomba bláster" para destruir enemigos estacionados en el suelo. El Solvalou también tiene un receptáculo blaster que determinará a dónde irán las bombas, que se usa para destruir objetivos terrestres.
Ciertas áreas del juego tendrán una lucha contra la nave nodriza de Andor Genesis, que lanzará una corriente interminable de proyectiles y esferas explosivas negras conocidas como "Zakatos". El jugador puede destruir los cuatro receptáculos bláster o simplemente destruir el núcleo en el centro para derrotarlo. Algunas partes del juego tendrán torres ocultas conocidas como "Ciudadelas del Sol", que se pueden encontrar al bombardear partes específicas de un área; estas áreas harán que el receptáculo del Solvalou parpadee en rojo cuando se sobrevuele. Las "Banderas Especiales" amarillas del propio Rally-X de Namco también se encuentran en una sección aleatoria del área: recogerlas le otorgará al jugador una vida extra.
El juego tiene un total de 16 etapas, conocidas como "áreas" en el juego, que volverán a la primera después de completarlas todas. Morir alrededor del 70% en un área le permitirá al jugador comenzar al comienzo de la siguiente. Estas áreas tienen grandes características geográficas, como bosques, caminos de arena, ríos y estructuras mecánicas; ciertas áreas también tendrán líneas de Nazca colocadas en el suelo, especialmente el diseño de "cóndor". El juego se vuelve progresivamente más difícil a medida que el jugador se vuelve más hábil: una vez que el jugador hace bien en destruir cierto tipo de enemigo, un tipo de enemigo más avanzado lo reemplazará; esto puede revertirse destruyendo los radares "Zolback" rojos intermitentes encontrado en el suelo, lo que hará que los enemigos más avanzados sean reemplazados por otros más fáciles.

## Desarrollo
Xevious fue diseñado por Masanobu Endō, quien se unió a Namco en abril de 1981 como planificador. Él y un pequeño equipo de otros fueron asignados por el departamento de marketing de Namco para crear un shooter de desplazamiento de dos botones que podría rivalizar con el éxito del videojuego arcade de Konami, Scramble (1981). Las primeras versiones del juego se llamaron Cheyenne y tuvieron lugar durante la guerra de Vietnam, con el jugador controlando un helicóptero para derribar enemigos. Después de que el equipo de desarrollo fue reorganizado y el planificador del proyecto renunció por completo, Endō se convirtió en el diseñador principal del juego. Aprendió a programar en el trabajo durante la producción.
Endō quería que el juego tuviera un mundo consistente y detallado con una historia que no se sintiera como un "extra añadido", sino que fuera una parte integral del juego. El objetivo del proyecto era que el juego fuera atractivo para los jugadores más nuevos y que se volviera cada vez más difícil a medida que mejoraran en el juego. Influenciado por el trazado de rayos, Endō quería que los sprites del juego fueran de alta calidad y detallados, al tiempo que se aseguraba de que se ajustaran a las limitaciones del tablero arcade en el que se ejecutaba. El equipo usó un método que implicó dar a cada sprite diferentes tonos de gris, permitiendo que los sprites mostraran colores adicionales. Muchos de los sprites fueron diseñados por el propio Endō, aunque algunos fueron hechos por Hiroshi "Mr. Dotman" Ono, incluido el jugador y los diseños de fondo.
Muchos de los personajes y estructuras del juego fueron diseñados y refinados por Shigeki Toyama, quien previamente trabajó en muchos de los robots de Namco para sus centros de diversión a principios de los 80. La nave del jugador, la Solvalou, está basada en el remolcador espacial Nostromo de Alien, mientras que varios de los enemigos son homenajes a naves estelares de obras de ciencia ficción populares, incluyendo Star Wars, UFO y Battlestar Galactica. El arte conceptual de la nave nodriza Andor Genesis la representó con un diseño más circular, apodada "Gofuru" debido a que se asemeja a las galletas Gofuru. El diseño se cambió para que tuviera la forma de un octágono, ya que el hardware tenía dificultades para mostrar objetos redondos, al tiempo que conservaba muchas de sus características clave, como el núcleo central y los receptáculos bláster. Endō creó un lenguaje ficticio durante el desarrollo llamado "Xevian" que usó para nombrar a cada uno de los enemigos.
El objetivo bláster para el Solvalou se agregó para facilitar la destrucción de los objetivos terrestres, que parpadea en rojo cuando se encuentra sobre un enemigo para indicarle al jugador que le dispare una bomba. Mientras lo programaba, Endō pensó que sería interesante hacer que el objetivo bláster parpadeara en un espacio en blanco donde un enemigo no estaba presente, lo que llevaría a la adición de las ciudadelas del Sol. Los ejecutivos de Namco expresaron su descontento con la idea, y Endō afirmó que simplemente eran un error en el programa y los dejó en el código. Los íconos de la bandera especial del Rally-X se agregaron debido a que Endō era fanático del juego. El juego se llamaba originalmente Zevious, y se agregó la "X" para que pareciera más exótica y misteriosa, con el logotipo metálico que rinde homenaje a la mesa de pinball Xenon. La prueba de ubicación para Xevious se realizó en diciembre de 1982 y se lanzó en Japón en enero de 1983. En los meses siguientes, Atari, Inc. adquirió los derechos para fabricarlo y distribuirlo en Norteamérica, publicitándolo como "el juego de Atari que no puedes jugar en casa".

### Conversiones
La primera conversión doméstica de Xevious fue para Family Computer en 1984, siendo uno de los primeros títulos de terceros del sistema. Las copias del juego se agotaron en tres días, y las líneas telefónicas de Namco se inundaron con llamadas de jugadores que necesitaban consejos sobre el juego. La versión de Famicom fue lanzada internacionalmente para Nintendo Entertainment System por Bandai, renombrada Xevious: The Avenger en Norteamérica. Las versiones para la familia Atari de 8 bits y Apple II se lanzaron el mismo año. Una versión de Commodore 64 fue publicada por U.S. Gold y lanzada en 1987. Atari, Inc. publicó una versión de Atari 7800 como uno de los 13 títulos de lanzamiento del sistema. La versión Famicom fue relanzada como un título de presupuesto para el Famicom Disk System en 1990. Las versiones para Atari 2600 y Atari 5200 se completaron pero nunca se lanzaron.
Se lanzaron tres versiones de teléfonos móviles; el primero para J-Sky en 2002, renombrado Xevious Mini, el segundo para i-Mode el mismo año, y el tercero para EZweb en 2003. La versión de NES fue relanzada para Game Boy Advance en 2004 como parte de la línea NES Classics. La versión arcade se lanzó para Xbox 360 en 2007, con soporte para logros y tablas de clasificación en línea. La consola virtual de Wii recibió la versión NES en 2006 y la versión arcade en 2009. En 2011 se lanzó un remake para Nintendo 3DS como parte de la serie 3D Classics, llamada 3D Classics: Xevious, que aprovechó la tecnología de pantalla 3D de la computadora de mano. La versión de NES se lanzó para la consola virtual de Wii U en 2013.
Xevious está incluido en las compilaciones de Namco, incluido Namco Museum Vol. 2 (1996), Namco Museum Battle Collection (2005), Namco Museum 50th Anniversary (2005), Namco Museum Remix (2006), Namco Museum DS (2007), Namco Museum Virtual Arcade (2008), y Namco Museum Essentials (2009). El puerto de inicio de PlayStation de Xevious 3D/G incluye el Xevious original como extra, junto con sus secuelas Super Xevious y Xevious Arrangement. Está incluido como uno de los cinco títulos en Microsoft Revenge of Arcade, lanzado para Windows en 1998. El juego de GameCube de 2005, Star Fox Assault incluye la versión NES como un extra desbloqueable, otorgado al recoger todas las medallas de plata en el juego. En celebración del 30 aniversario del juego en 2012, se lanzó para dispositivos iOS como parte de la compilación Namco Arcade.

## Recepción
Xevious fue un éxito sin precedentes para Namco en Japón, del que se dice que vendió tantas unidades de arcade como Space Invaders en sus primeras semanas de lanzamiento. El juego tuvo un éxito comercial y estuvo entre los juegos de arcade más vendidos del año. La versión de Famicom se convirtió en la primera aplicación asesina de la consola con más de 1,26 millones de copias vendidas, saltando las ventas del sistema en casi 2 millones de unidades. La inmensa popularidad del juego llevó a la creación de torneos de alta puntuación en todo el país, junto con la creación de guías que documentaban gran parte de sus secretos y objetos ocultos.  La versión de arcade tuvo un bajo rendimiento en Norteamérica, vendiendo un total combinado de sólo 5.295 unidades a finales de 1983 y recaudando alrededor de 11,1 millones de dólares en ingresos.
La revista Computer and Video Games elogió la emocionante acción del juego y sus impresionantes gráficos, y lo recomendó a los jugadores aficionados a títulos como Zaxxon y Scramble, mientras que Electronic Games descubrió que los gráficos realistas y la intensa acción hicieron de Xevious una recomendación fácil para los fanáticos del género. Joystik declaró que el juego era superior a los títulos Zaxxon y Tron, específicamente en sus gráficos y jugabilidad. Amusement Life elogió sus fondos detallados, su juego vertiginoso y su sentido de misterio, etiquetándolo como una obra maestra y uno de los mejores juegos de 1983. En 1998, Allgame lo calificó como uno de los Matamarcianos más "correctos" por sus imágenes detalladas, desafíos y diseños enemigos únicos, y descubrió que tenía un "encanto" incomparable con otros juegos del género.
Las versiones caseras de Xevious recibieron elogios por su fidelidad al original. Your Sinclair elogió la conversión precisa de la versión ZX Spectrum del arcade original, al tiempo que elogió su juego rápido y su experiencia "fascinante". GameSpot aplaudió la calidad de emulación de la versión digital de Xbox 360 y el uso de tablas de clasificación en línea. Nintendojo elogió enormemente la versión Classic NES Series por su modo de jugabilidad y modo multijugador, comparándolo favorablemente con juegos como Gradius. Consideraron que sus controles receptivos y la dificultad "caótica" lo convirtieron en uno de los mejores títulos lanzados bajo la etiqueta. Algunos lanzamientos caseros se encontraron con una recepción más mixta por su calidad general y la falta de características adicionales. Al revisar el lanzamiento de Nintendo Entertainment System, la publicación alemana Power Play descubrió que el juego era "demasiado viejo", lo que sugiere que los lectores prueben títulos como Gradius. También les disgustaba la falta de potenciadores del juego y que las áreas fueran demasiado largas. A IGN y GameSpot no les gustó la falta de mejoras en la versión de Xbox 360 respecto a lanzamientos anteriores y contenido adicional.
Retrospectivamente, Xevious ha sido visto como el "padre" de los shooters de desplazamiento vertical y uno de los juegos más influyentes e importantes del género. En 1996, Next Generation lo ubicó en el puesto número 90 en sus "100 mejores juegos de todos los tiempos", elogiando su dirección artística, su jugabilidad intensa y su estrategia. La revista Gamest lo clasificó como el segundo mejor juego de arcade de todos los tiempos en 1997 basado en el voto de los lectores, aplaudiendo sus imágenes pre-renderizadas, su naturaleza adictiva y su importancia histórica. La publicación japonesa Yuge descubrió que el puerto de origen de Famicom es uno de los mejores y más memorables títulos del sistema por su fiel representación del original. Hardcore Gaming 101 aplaudió el juego por configurar la plantilla para futuros juegos del género, a saber, TwinBee, RayForce y Raiden DX. También elogiaron los gráficos detallados del juego, la dificultad y la impresionante inteligencia enemiga de la época. IGN lo etiquetó como el noveno mejor juego de Atari 7800 de todos los tiempos por su jugabilidad y calidad general. Killer List of Videogames lo ubicó en el puesto #48 en sus "100 mejores videojuegos de monedas de todos los tiempos". El creador de Bubble Bobble, Fukio Mitsuji, y el productor de Rez, Tetsuya Mizuguchi, citan a Xevious como una influencia profunda en sus carreras. Xevious es reconocido como uno de los primeros videojuegos en tener una pelea de jefes, gráficos pre-renderizados y una historia.

## Legado
El éxito de Xevious conduciría a la producción de varias secuelas y spin-offs. El primero de ellos, Super Xevious, se lanzó en 1984: la dificultad se incrementó para atraer a jugadores más avanzados, junto con nuevos tipos de enemigos y personajes que restablecerán la puntuación del jugador cuando se dispara. En 1986 se lanzó un juego con un título similar para Family Computer, Super Xevious: GAMP no Nazo, que entremezclaba elementos de rompecabezas con la jugabilidad estándar de Xevious. También se lanzó una versión arcade de este juego, conocida como Vs. Super Xevious, corriendo en el sistema de arcade Nintendo Vs.. Un título de spin-off arcade protagonizado por uno de los enemigos de Xevious, Grobda, fue lanzado en 1984.
En 1988 y 1990 se lanzaron dos juegos para MSX2 y PC-Engine respectivamente: Xevious Fardraut Saga y Xevious Fardraut Densetsu, que incluyen un puerto rehecho del original junto con un nuevo modo de historia con nuevos enemigos, peleas con jefes y elementos de potenciación. En 1991 se publicó un spin-off de Rail-Shooter en 3D, Solvalou. En 1995 se publicaron dos secuelas arcade: Xevious Arrangement, un remake del original para dos jugadores en modo cooperativo, y Xevious 3D/G, un juego en 3D con jugabilidad en 2D. Ambos títulos se publicaron en 1997 para la PlayStation, compilados en Xevious 3D/G+, junto con el Xevious original y el Super Xevious. En 2009 se lanzó un último título de seguimiento, Xevious Resurrection, exclusivamente como parte de la compilación Namco Museum Essentials, que incluye un juego cooperativo para dos jugadores junto con otras características.
En 1991, se publicó una novela Xevious de tres partes, titulada Fardraut: los libros documentaron la historia de la serie de videojuegos Xevious, incluidos sus personajes, historia de fondo y eventos. Los libros se volverían a publicar quince años después en 2005. Una adaptación cinematográfica CGI de 2002 fue lanzada en Japón, producida durante una colaboración entre Namco y la compañía japonesa Groove Corporation. Haruomi Hosono de Yellow Magic Orchestra produjo en 1984 un álbum con la banda sonora de Xevious titulado Video Game Music. Compilado con música de otros videojuegos de Namco, como Mappy y Pole Position, se acredita como el primer álbum de banda sonora de videojuegos. Xevious también generaría la primera grabación de jugabilidad para un videojuego y el primer comercial de televisión para un juego arcade. La música del juego se usó durante la serie de televisión Starcade con temas de videojuegos.